# Cetona
Cetona ist eine italienische Gemeinde (comune) mit 2488 Einwohnern (Stand 31. Dezember 2023) in der Provinz Siena, Region Toskana.

## Geografie

Lage von Cetona in der Provinz Siena

Der Ort erstreckt sich über 53 km². Er liegt am gleichnamigen Berg Monte Cetona und im seneser Teil des Chianatal (Val di Chiana senese). Die Gemeinde liegt etwa 60 km südöstlich der Provinzhauptstadt Siena und rund 100 km südöstlich der Regionalhauptstadt Florenz. Italiens Hauptstadt Rom liegt ca. 130 km südlich. Cetona liegt in der klimatischen Einordnung italienischer Gemeinden in der Zone D, 2 000 GG. Wichtige Gewässer im Gemeindegebiet sind die Torrenti Bargnano (7 von 7 km im Gemeindegebiet), Chietino (5 von 5 km im Gemeindegebiet) und Astrone (5 von 22 km), die alle zum Flusssystem des Tiber gehören.
Zu den Ortsteilen von Cetona zählt Piazze (399 m, ca. 725 Einwohner), das ca. 8 km südlich vom Hauptort liegt und seit 1808 zu Cetona gehört. Das nahegelegene Gebiet von Camporselvoli kam erst 1814 dazu und gehörte vorher zu San Casciano dei Bagni.
Die Nachbargemeinden sind Chiusi, Città della Pieve (PG), Fabro (TR), San Casciano dei Bagni und Sarteano.

## Namensursprung
Über den Namensursprung Cetonas gibt es folgende Vermutungen:
- Cetona oder Citonia soll vom lateinischen Wort caedita (deutsch „gefällt“ bzw. „entwaldet“) kommen.
- Laut anderer Quellen könnte der Name Cetona aus einer etruskischen Siedlung in der Nähe des Bachs Chieteno entstanden sein.

## Geschichte
Der Ort Cetona ist um den Hügel der Burg (Rocca) entstanden. Die Burg wurde im Jahre 1207 das erste Mal erwähnt und gehörte zu den Aldobrandeschi. Nach einem langen Streit mit Siena erobert Orvieto im Jahre 1260 Cetona. Die Herrschaft von Orvieto dauerte bis 1354, dann übernahmen die Grafen von Montemarte und Corbara den Ort bis 1367, als der Kirchenstaat das Gebiet einnahm. Braccio da Montone, der Herr (signore) Perugias, besetzte 1418 Cetona. Dann kaufte die Republik Siena das Dorf, verstärkte die Stadtmauern und rüstete sie mit drei Stadttoren aus. 1455 wurde Cetona kurzzeitig von dem Condottiere Jacopo Piccinino, Sohn des Niccolò Piccinino, besetzt und stark beschädigt. Die Burg wurde von der Republik Siena bis 1458 wieder in Stand gesetzt und die Stadtmauern verstärkt. Nach der Niederlage Sienas 1555 erschienen 1556 vor Cetona kaiserliche Truppen. Daraufhin ergaben sich die Einwohner ohne Widerstand. Daraufhin fiel Cetona an das Großherzogtum Toskana. Cosimo I. verkaufte im gleichen Jahr Cetona an Chiappino Vitelli, der das Ortszentrum vom Borgo unterhalb der Burg auf die heutige Piazza Garibaldi verlegte. Später fiel der Ort wieder an das Großherzogtum Toskana zurück. Nach der Gebietsreform 1777 von Pietro Leopoldo d’Asburgo-Lorena  gehörte Cetona zunächst zu Sarteano und wurde 1807 unabhängige Gemeinde.

## Sehenswürdigkeiten

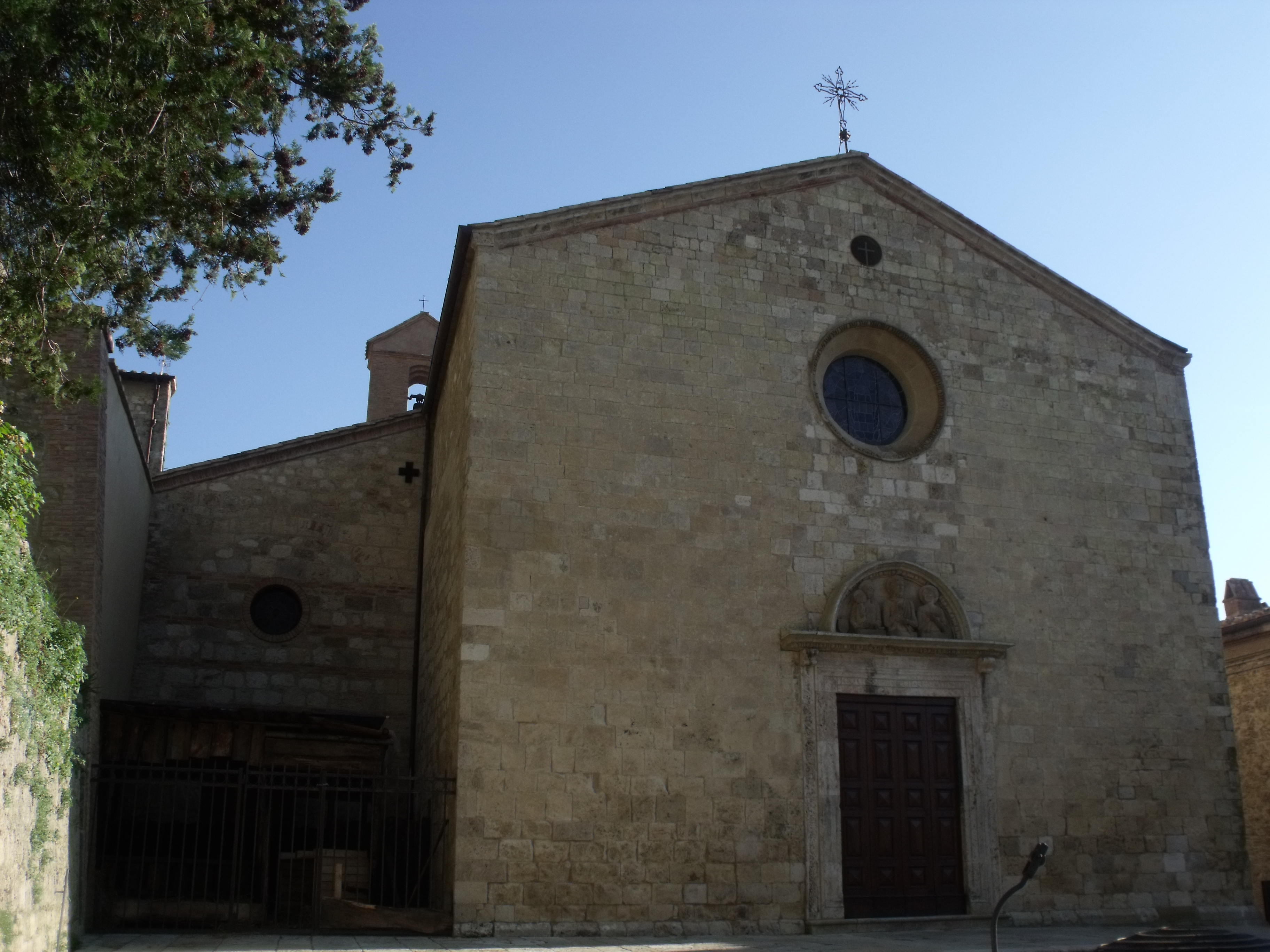
Die Kirche Collegiata della Santissima Trinità in Cetona (Borgo)

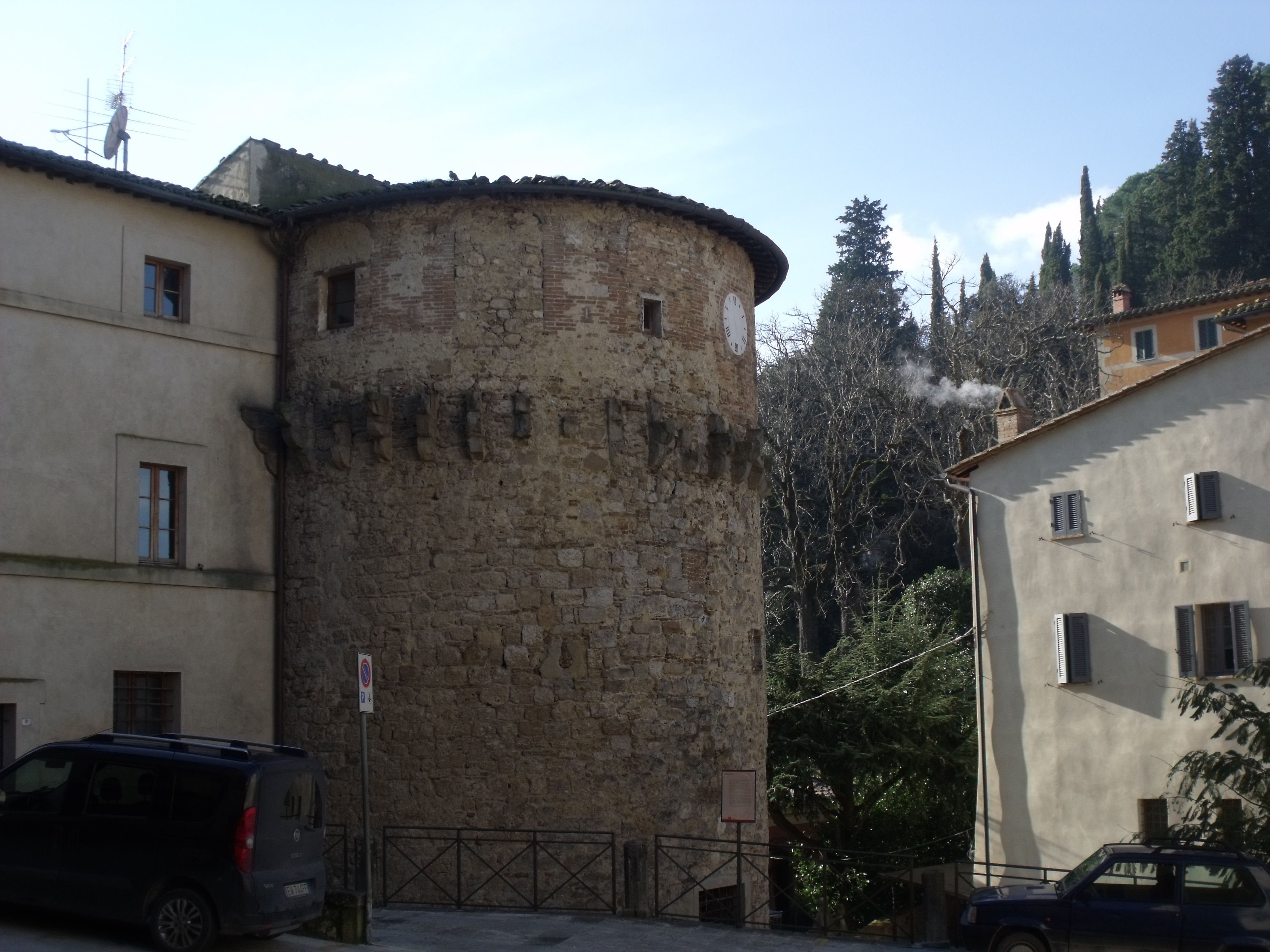
Der Rivellino in Cetona am Zugang zum Borgo

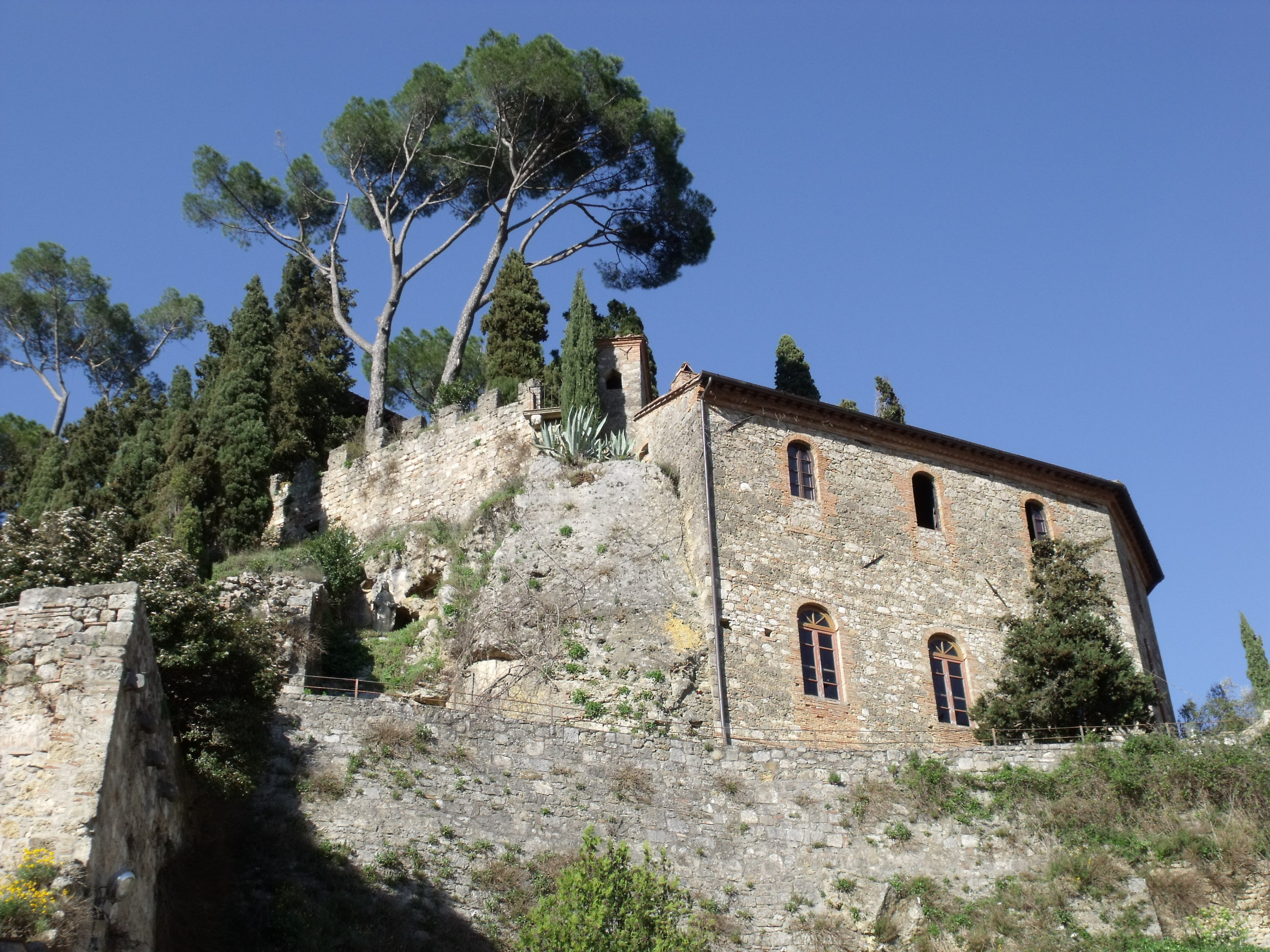
Die Burg/Rocca/Castello di Cetona

### Burgen, Palazzi und Stadtbefestigung
- Die Burg (Castello, auch Rocca genannt) ist im Privatbesitz.
- Castello Camporsevoli, Burg und Borgo oberhalb des Ortsteils Piazze.
- Auf dem anderen wichtigen Hügel findet man den Park und den Palazzo a Parco Terrosi mit der Villa La Vagnola, die ab 1750 zur Hochzeit von Salustio Terrosi und Maria Antonietta Vagnoli entstanden ist.[10]
- Ospedale Umberto I., von 1914 bis 1964 aktives Krankenhaus.[6]
- Palazzo Minutelli, Palast aus dem 16. Jahrhundert, seit 1873 Rathaussitz und seit 1990 zudem Sitz des Museums.[11]
- Rivellino, Turm der Wehrbefestigung, entstand im 16. Jahrhundert.[12] (Die schönsten Orte Italiens).
- Porta di Finoglio, Stadttor, das unter den Medici entstand und auf das heute nur noch ein Hinweisschild verweist.[11]

### Kirchen und Klöster
- Collegiata della Santissima Trinità, erstmals 1228 erwähnte Kirche im Ortskern unterhalb der Rocca. Die heutige Struktur entstand von 1471 bis 1475, das Seitenschiff ist aus dem späten 16. Jahrhundert. Im 17. Jahrhundert wurde der Kirche ein Barock-Stil verpasst, was 1942 korrigiert wurde. Im gleichen Jahr wurden bei den Renovierungsarbeiten die Fresken entdeckt.[7] Enthält das Fresko Assunzione della Vergine, das dem  Pinturicchio zugeschrieben wird.[8]
- Monastero della Congregazione della Beata Vergine della regola delle Domenicane, meist nur Le Monache genannt, ehemaliges Kloster der Dominikaner innerhalb des Borgo. Wurde 1605 eingeweiht[11] und 1809 aufgegeben.[9]
- Chiesa di San Michele Arcangelo, auch San Michele Arcangelo al Trivio genannt, 1155 erbaute und 1614 erweiterte Kirche im unteren Ortskern nahe der Piazza. Enthält eine Holzstatue (Madonna delle Grazie, erste Kapelle rechts) und ein Leinwandbild (Madonna e Santi, zweiter Altar rechts) aus dem 16. Jahrhundert. Das Taufbecken aus Travertin stammt aus dem Jahr 1938.[7]
- Chiesa della Santissima Annunziata, ehemalige Kirche an der Piazza. Wird heute als Museum (Sala Santissima Annunziata) und Touristeninformation genutzt.[13]
- Convento di San Francesco (auch Convento del Monte Pessolano genannt), 1212 entstandener Konvent, der ca. 1 km nordwestlich von Cetona liegt. Enthielt das Werk Madonna col Bambino (auch Madonna del Soccorso genannt) von Sano di Pietro sowie eine Madonna col Bambino von Girolamo di Benvenuto (befinden sich beide heute im Museum von Chiusi).[7]
- Eremo di Santa Maria in Belverde, 1367 errichtete Einsiedelei zwischen dem Monte Cetona und Cetona bei Belverde.
- Chiesa di San Lazzaro, ehemalige Kirche aus dem 16. Jahrhundert im Ortszentrum des Ortsteils Piazze.[7]
- Cappella del Tamburino, Kapelle im Ortsteil Piazze.[14]
- Chiesa di San Giovanni Battista a Camporsevoli, Kirche innerhalb der Burg von Camporsevoli aus dem 13. oder 14. Jahrhundert mit Fresken aus dem 16. Jahrhundert.[7]

### Museen
- Museo Civico per la Preistoria del Monte Cetona, Museum im Palazzo Minutelli im Ortskern (Borgo)
- Parco Archeologico Naturalistico di Belverde

## Auszeichnungen
- Der Ort ist Mitglied der Vereinigung I borghi più belli d’Italia.[15]
- Der Ort ist Träger der Bandiera Arancione des TCI.[16]

## Verkehr
- Cetona ist über die Anschlussstelle Chiusi-Chianciano Terme an die A1 (Autostrada del Sole) angeschlossen. Die Anschlussstelle liegt ca. 7 km nördlich von Cetona.
- Der nächstgelegene Bahnhof ist der von Chiusi-Chianciano Terme in Chiusi Scalo, ca. 7 km nordöstlich von Cetona.